# Meg Myles
Meg Myles (* 14. November 1934 in Seattle, Washington, als Billie Jean Jones; † 12. November 2019 in New York City) war eine US-amerikanische Schauspielerin, Sängerin und Pin-up-Girl.

## Leben
Myles nahm bereits im Kindesalter Tanzunterricht und studierte Tanz und Gesundheitsbildung am College der University of the Pacific. Bereits während ihrer schulischen Ausbildung wurde sie aufgrund ihrer außergewöhnlichen Oberweite von einem Talentsucher entdeckt und einer Künstleragentur unter Vertrag genommen. In den 1950er Jahren wurde sie zu einem beliebten Pin-Up-Girl, und bald wurde sie auch als schmückendes Beiwerk in Fernsehshows gebucht. Myles gab sich jedoch nicht damit zufrieden, auf ihr Äußeres reduziert zu werden, und arbeitete an ihren Schauspiel- und Gesangsfähigkeiten. Sie trat in den 1950er Jahren in diversen Nachtclubs als Sängerin auf und veröffentlichte einige Singles auf dem Plattenlabel Sunset.
1954 trat sie als kubanische Nachtclubsängerin in einer Folge der Fernsehserie Dragnet auf, im Jahr darauf spielte sie eine Sängerin in Phil Karlsons Spielfilm Eine Stadt geht durch die Hölle, für den sie auch das Titellied sang. In der Folge erhielt sie einen Plattenvertrag bei Capitol Records, allerdings war ihr kein nennenswerter kommerzieller Erfolg vergönnt. 1957 hatte sie in Fred F. Sears’ Musical Calypso-Fieber ihr Spielfilmdebüt als Schauspielerin. Daraufhin wurde sie bei Liberty Records unter Vertrag genommen, wo sie ihr erstes Album Just Meg and Me aufnahm. Im darauf folgenden Jahr veröffentlichte Tiara Records das Album Passion in Paris, welches ihre früheren Aufnahmen bei Sunset Records zusammenfasste. In den späten 1950er Jahren lag ihre Schauspielkarriere auf Eis. Unter anderem, weil sie sich nicht auf ihr Aussehen reduzieren lassen wollte und daher entsprechende Angebote ablehnte, sondern auch weil ihr eine Affäre mit Sammy Davis junior nachgesagt wurde. Eine (auch nur kolportierte) Beziehung zu einem Afroamerikaner war den Produzenten zu dieser Zeit, als der juristische Grundsatz Separate but equal erst seit kurzer Zeit abgeschafft war, zu heikel.
1962 spielte Myles die Hauptrolle im Exploitationfilm Satan in High Heels. In dem Film, in dem sie eine Stripperin darstellte, war sie erneut als Sängerin von zwei Titeln zu hören. Im selben Jahr produzierte Quincy Jones ihr Album Meg Myles at the Living Room für Mercury Records. Ihre Veröffentlichungen blieben jedoch weiterhin kommerziell erfolglos, woraufhin sie sich auf ihre Schauspielkarriere konzentrierte. 1963 hatte sie ihr Debüt am Broadway, sie spielte auch Off-Broadway und trat beim New York Shakespeare Festival auf. 1968 war sie in Don Siegels Coogans großer Bluff neben Clint Eastwood zu sehen, drei Jahre später spielte sie eine kleinere Nebenrolle in Sidney Lumets Der Anderson Clan. Ihre Filmkarriere kam jedoch zum Stocken, erst 1983 war sie neben Robert Hayes und Ned Beatty in Touched wieder in einem Spielfilm zu sehen. Im Jahr darauf trat sie in der wiederkehrenden Gastrolle der Joanna Yaeger Chandler in der Seifenoper All My Children auf, 1992 spielte sie Mrs. Taggart in der Seifenoper Springfield Story. Ihren bislang letzten Filmauftritt hatte sie 1995 im US-amerikanischen Thriller Delinquent.
Myles zog sich ins Privatleben zurück und lebte in der Upper West Side, wo sie sich seit Mitte der 1980er Jahre einen Namen als Tierschützerin gemacht hat. Sie hatte sich auf die Pflege von Vögeln spezialisiert und unterstützte die Animal Care & Control of NYC.

## Filmografie (Auswahl)

### Film
- 1957: Calypso-Fieber (Calypso Heat Wave)
- 1962: Satan in High Heels
- 1968: Der schnellste Weg zum Jenseits (A Lovely Way to Die)
- 1968: Coogans großer Bluff (Coogan's Bluff)
- 1971: Der Anderson Clan (The Anderson Tapes)

### Fernsehen
- 1954: Dragnet
- 1984: All My Children
- 1992: Springfield Story (The Guiding Light)

## Broadway
- 1963–1964: Enter Laughing